# Wiesław Stec
Wiesław Stec (ur. 24 listopada 1955) – były kierowca rajdowy i wyścigowy, dwukrotny wicemistrz Polski w grupie N. Ojciec Mariusza Steca. Pierwszy w krajowych rajdach kierowca Mitsubishi. Na początku lat 90. wielki rywal Roberta Herby. Mieszka w Urzędowie.

## Kariera sportowa[1]
Wiesław Stec zaczął ścigać się w rajdach w roku 1978 za kierownicą Fiata 125p. W Rajdowych Samochodowych Mistrzostwach Polski zadebiutował w roku 1983 także Dużym Fiatem, zdobywając tytuł wicemistrzowski w swojej kategorii.
Z biegiem lat zaczął jeździć mocniejszymi samochodami. Za kierownicą Opla Manty trzymał się w czołówce, w 1990 roku zajął nawet 3. miejsce w Rajdzie Karkonoskim.
Na sezon 1992 Stec sprowadził jako pierwszy polski kierowca N-grupowego Mitsubishi Galanta VR-4. Pomimo sporej mocy samochodu (najmocniejszego auto w grupie N) przegrał ze słabszym, ale zwinniejszym Nissanem Sunny GTi-R Roberta Herby. W grupie N poza tą dwójką nikt nie wygrywał.
W kolejnym sezonie przyszło mu walczyć z dwoma kierowcami Nissanów. Pomimo większej regularności nie udało się pokonać Herby, jednym punktem przegrał także z Piotrem Kufrejem.
W 1994 roku Herba zaczął się ścigać w grupie A, więc Stecowi ubył groźny konkurent. Ale pojawili się inni kierowcy - Krzysztof Hołowczyc i Andrzej Chojnacki, poza tym kierowcę z Urzędowa zaczęły nękać awarie samochodu.
W sezonie 1995 przesiadł się do Forda Escorta RS Cosworth grupy N, którym w poprzednim sezonie ścigał się Mariusz Ficoń. Jednak okazało się, że ten samochód jest jeszcze bardziej awaryjny od Galanta i Stec nie liczył się w walce o czołowe lokaty.
W 1996 roku wrócił do Mitsubishi. Wystartował za kierownicą Lancerem Evo. Wrócił do czołówki grupy N, wygrał w tej kategorii Rajd Polski.
Przez 8 lat utrzymywał się na liście priorytetowej PZM. Karierę sportową zakończył po sezonie 2000.
W 2014 r., w wieku 59 lat odnowił licencję i wystartował w zaliczanym do cyklu Rajdowych Samochodowych Mistrzostw Polski Rajdzie Nadwiślańskim, rozgrywanym częściowo po drogach jego rodzinnej miejscowości Urzędów, startując w zbudowanym przez siebie Fordem Fiesta Proto.

## As Lubelska Grupa Rajdowa
Wiesław Stec obecnie przygotowuje samochody wyczynowe Ford Fiesta Proto, mechanicznie bazujące na Mitsubishi Lancer Evo, przeznaczone do rajdów i wyścigów górskich. W 2009 roku przygotowywał samochód grupy N dla Bryana Bouffiera